# Kateryna Reznik
Kateryna Oleksandrivna Reznik –en ucraniano, Катерина Олександрівна Резнік– (Járkov, 20 de noviembre de 1995) es una deportista ucraniana que compite en natación sincronizada.
Participó en los Juegos Olímpicos de Tokio 2020, obteniendo una medalla de bronce en la prueba de equipo. Ganó seis medallas en el Campeonato Mundial de Natación, en los años 2013 y 2019, y ocho medallas en el Campeonato Europeo de Natación entre los años 2014 y 2021.

## Palmarés internacional
| Juegos Olímpicos   | Juegos Olímpicos        | Juegos Olímpicos  | Juegos Olímpicos  |
| Año                | Lugar                   | Medalla           | Prueba            |
| ------------------ | ----------------------- | ----------------- | ----------------- |
| 2020               | Tokio (Japón)           | Medalla de bronce | Equipo            |
| Campeonato Mundial |                         |                   |                   |
| Año                | Lugar                   | Medalla           | Prueba            |
| 2013               | Barcelona (España)      | Medalla de bronce | Equipo técnico    |
| 2013               | Barcelona (España)      | Medalla de bronce | Combinación libre |
| 2019               | Gwangju (Corea del Sur) | Medalla de oro    | Rutina especial   |
| 2019               | Gwangju (Corea del Sur) | Medalla de bronce | Equipo técnico    |
| 2019               | Gwangju (Corea del Sur) | Medalla de bronce | Equipo libre      |
| 2019               | Gwangju (Corea del Sur) | Medalla de bronce | Combinación libre |
| Campeonato Europeo |                         |                   |                   |
| Año                | Lugar                   | Medalla           | Prueba            |
| 2014               | Berlín (Alemania)       | Medalla de oro    | Combinación libre |
| 2016               | Londres (Reino Unido)   | Medalla de plata  | Combinación libre |
| 2018               | Glasgow (Reino Unido)   | Medalla de oro    | Combinación libre |
| 2018               | Glasgow (Reino Unido)   | Medalla de plata  | Equipo libre      |
| 2021               | Budapest (Hungría)      | Medalla de oro    | Equipo libre      |
| 2021               | Budapest (Hungría)      | Medalla de oro    | Combinación libre |
| 2021               | Budapest (Hungría)      | Medalla de oro    | Rutina especial   |
| 2021               | Budapest (Hungría)      | Medalla de plata  | Equipo técnico    |